# Quaderno San Martín
Quaderno San Martín è una raccolta poetica scritta da Jorge Luis Borges nel 1929.

## Edizioni in italiano
- Jorge Luis Borges, Tutte le opere 1, a cura di Domenico Porzio, A. Mondadori, Milano 1985